# Copa Libertadores 1986
Die Copa Libertadores 1986 war die 27. Auflage des wichtigsten südamerikanischen Fußballwettbewerbs für Vereinsmannschaften. 19 Mannschaften nahmen teil. Es nahmen jeweils die Landesmeister der CONMEBOL-Länder und die Zweiten teil. Venezuela stellte keine Teilnehmer. Das Teilnehmerfeld komplettierte Titelverteidiger Argentinos Juniors. Das Turnier begann am 12. März und endete am 29. Oktober 1986 mit dem Final-Rückspiel. Der argentinische Vertreter River Plate gewann das Finale gegen América de Cali und zum ersten Mal die Copa Libertadores.

## 1. Gruppenphase

### Gruppe 1
| Pl. | Verein               | Sp. | S | U | N | Tore    | Diff. | Punkte |
| --- | -------------------- | --- | - | - | - | ------- | ----- | ------ |
| 1.  | River Plate          | 6   | 5 | 1 | 0 | 013:400 | +9    | 11     |
| 2.  | Montevideo Wanderers | 6   | 3 | 0 | 3 | 010:100 | ±0    | 06     |
| 3.  | Boca Juniors         | 6   | 2 | 2 | 2 | 007:800 | −1    | 06     |
| 4.  | Peñarol Montevideo   | 6   | 0 | 1 | 5 | 004:120 | −8    | 01     |

|                      |   |                    | Hinspiel | Rückspiel |
| -------------------- | - | ------------------ | -------- | --------- |
| Boca Juniors         | - | River Plate        | 1:1      | 0:1       |
| Montevideo Wanderers | - | Peñarol Montevideo | 3:1      | 1:0       |
| Montevideo Wanderers | - | River Plate        | 0:2      | 2:4       |
| Peñarol Montevideo   | - | Boca Juniors       | 1:2      | 1:1       |
| Montevideo Wanderers | - | Boca Juniors       | 2:0      | 2:3       |
| Peñarol Montevideo   | - | River Plate        | 0:2      | 1:3       |

### Gruppe 2
| Pl. | Verein                  | Sp. | S | U | N | Tore    | Diff. | Punkte |
| --- | ----------------------- | --- | - | - | - | ------- | ----- | ------ |
| 1.  | América de Cali         | 6   | 3 | 3 | 0 | 008:400 | +4    | 09     |
| 2.  | Deportivo Cali          | 6   | 2 | 3 | 1 | 008:500 | +3    | 07     |
| 3.  | CD Cobresal             | 6   | 1 | 5 | 0 | 005:400 | +1    | 07     |
| 4.  | CD Universidad Católica | 6   | 0 | 1 | 5 | 005:130 | −8    | 01     |

|                 |   |                         | Hinspiel | Rückspiel |
| --------------- | - | ----------------------- | -------- | --------- |
| América de Cali | - | Deportivo Cali          | 0:0      | 1:0       |
| América de Cali | - | CD Cobresal             | 0:0      | 2:2       |
| Deportivo Cali  | - | CD Cobresal             | 1:1      | 1:1       |
| CD Cobresal     | - | CD Universidad Católica | 1:1      | 1:0       |
| América de Cali | - | CD Universidad Católica | 2:1      | 3:1       |
| Deportivo Cali  | - | CD Universidad Católica | 3:1      | 3:1       |

### Gruppe 3
| Pl. | Verein                                | Sp. | S | U | N | Tore    | Diff. | Punkte |
| --- | ------------------------------------- | --- | - | - | - | ------- | ----- | ------ |
| 1.  | Club Bolívar                          | 6   | 4 | 1 | 1 | 012:700 | +5    | 09     |
| 2.  | Club Jorge Wilstermann                | 6   | 3 | 0 | 3 | 011:800 | +3    | 06     |
| 3.  | Universitario de Deportes             | 6   | 3 | 0 | 3 | 009:110 | −2    | 06     |
| 4.  | Club Universidad Técnica de Cajamarca | 6   | 1 | 1 | 4 | 007:130 | −6    | 03     |

|                           |   |                                       | Hinspiel | Rückspiel |
| ------------------------- | - | ------------------------------------- | -------- | --------- |
| Universitario de Deportes | - | Club Universidad Técnica de Cajamarca | 2:0      | 3:1       |
| Club Bolívar              | - | Club Jorge Wilstermann                | 2:0      | 2:1       |
| Club Jorge Wilstermann    | - | Universitario de Deportes             | 4:0      | 2:1       |
| Club Bolívar              | - | Club Universidad Técnica de Cajamarca | 2:1      | 2:2       |
| Club Bolívar              | - | Universitario de Deportes             | 4:0      | 0:3       |
| Club Jorge Wilstermann    | - | Club Universidad Técnica de Cajamarca | 2:0      | 2:3       |

### Gruppe 4
| Pl. | Verein                  | Sp. | S | U | N | Tore    | Diff. | Punkte |
| --- | ----------------------- | --- | - | - | - | ------- | ----- | ------ |
| 1.  | Barcelona Sporting Club | 6   | 2 | 4 | 0 | 007:500 | +2    | 08     |
| 2.  | Coritiba FC             | 6   | 2 | 3 | 1 | 008:500 | +3    | 07     |
| 3.  | Deportivo Quito         | 6   | 2 | 3 | 1 | 012:110 | +1    | 07     |
| 4.  | Bangu AC                | 6   | 0 | 2 | 4 | 006:120 | −6    | 02     |

|                         |   |                 | Hinspiel | Rückspiel |
| ----------------------- | - | --------------- | -------- | --------- |
| Barcelona Sporting Club | - | Deportivo Quito | 3:3      | 0:0       |
| Barcelona Sporting Club | - | Coritiba FC     | 1:1      | 0:0       |
| Deportivo Quito         | - | Coritiba FC     | 2:1      | 1:3       |
| Barcelona Sporting Club | - | Bangu AC        | 1:0      | 2:1       |
| Deportivo Quito         | - | Bangu AC        | 3:1      | 3:3       |
| Bangu AC                | - | Coritiba FC     | 1:1      | 0:2       |

### Gruppe 5
| Pl. | Verein        | Sp. | S | U | N | Tore    | Diff. | Punkte |
| --- | ------------- | --- | - | - | - | ------- | ----- | ------ |
| 1.  | Club Olimpia  | 2   | 2 | 0 | 0 | 005:200 | +3    | 04     |
| 2.  | Club Nacional | 2   | 0 | 0 | 2 | 002:500 | −3    | 0      |

|              |   |               | Hinspiel | Rückspiel |
| ------------ | - | ------------- | -------- | --------- |
| Club Olimpia | - | Club Nacional | 3:1      | 2:1       |

## 2. Gruppenphase

### Gruppe 1
| Pl. | Verein                  | Sp. | S | U | N | Tore    | Diff. | Punkte |
| --- | ----------------------- | --- | - | - | - | ------- | ----- | ------ |
| 1.  | River Plate             | 4   | 2 | 1 | 1 | 007:300 | +4    | 05     |
| 2.  | Argentinos Juniors      | 4   | 2 | 1 | 1 | 003:100 | +2    | 05     |
| 3.  | Barcelona Sporting Club | 4   | 1 | 0 | 3 | 002:800 | −6    | 02     |

|                         |   |                    | Hinspiel | Rückspiel |
| ----------------------- | - | ------------------ | -------- | --------- |
| Argentinos Juniors      | - | River Plate        | 0:0      | 2:0       |
| Barcelona Sporting Club | - | Argentinos Juniors | 1:0      | 0:1       |
| Barcelona Sporting Club | - | River Plate        | 0:3      | 1:4       |

### Gruppe 2
| Pl. | Verein          | Sp. | S | U | N | Tore    | Diff. | Punkte |
| --- | --------------- | --- | - | - | - | ------- | ----- | ------ |
| 1.  | América de Cali | 4   | 2 | 1 | 1 | 004:400 | ±0    | 05     |
| 2.  | Club Olimpia    | 4   | 1 | 2 | 1 | 005:400 | +1    | 04     |
| 3.  | Club Bolívar    | 4   | 1 | 1 | 2 | 005:600 | −1    | 03     |

|              |   |                 | Hinspiel | Rückspiel |
| ------------ | - | --------------- | -------- | --------- |
| Club Olimpia | - | Club Bolívar    | 3:1      | 1:1       |
| Club Olimpia | - | América de Cali | 1:1      | 0:1       |
| Club Bolívar | - | América de Cali | 2:0      | 1:2       |

## Finale

### Hinspiel
| América de Cali                                                         | América de Cali | River Plate | River Plate |
| ----------------------------------------------------------------------- | --- | --- | ----------- |
| América de Cali                                                         | \| 22. Oktober 1986 in Cali, Kolumbien (Estadio Olímpico Pascual Guerrero) \| \| Ergebnis: 1:2 (0:2) \| \| Zuschauer: 50.000 \| \| Schiedsrichter: Juan Daniel Cardellino ( Uruguay) \|                                                                           | \| 22. Oktober 1986 in Cali, Kolumbien (Estadio Olímpico Pascual Guerrero) \| \| Ergebnis: 1:2 (0:2) \| \| Zuschauer: 50.000 \| \| Schiedsrichter: Juan Daniel Cardellino ( Uruguay) \|                                                         | River Plate |
| América de Cali                                                         | Julio Falcioni – Hugo Valencia, Enrique Esterilla, Víctor Espinosa, Jorge Porras, Carlos Ischia (Antony de Ávila), Sabino González Aquino, Roberto Cabañas, Willington Ortiz (Alexander Escobar), Ricardo Gareca, Juan Battaglia Cheftrainer: Gabriel Ochoa Uribe | Nery Pumpido – Jorge Gordillo, Nelson Gutiérrez, Oscar Ruggeri, Alejandro Montenegro, Américo Gallego, Norberto Alonso (Daniel Sperandío), Raúl Alfaro (Pedro Troglio), Héctor Enrique, Antonio Alzamendi, Juan Funes Cheftrainer: Héctor Veira | River Plate |
| América de Cali                                                         | 1:2 Roberto Cabañas (46.) | 0:1 Juan Funes (22.) 0:2 Norberto Alonso (25.) | River Plate |
| 22. Oktober 1986 in Cali, Kolumbien (Estadio Olímpico Pascual Guerrero) | | |             |
| Ergebnis: 1:2 (0:2)                                                     | | |             |
| Zuschauer: 50.000                                                       | | |             |
| Schiedsrichter: Juan Daniel Cardellino ( Uruguay)                       | | |             |

### Rückspiel
| River Plate                                                        | River Plate | América de Cali | América de Cali |
| ------------------------------------------------------------------ | --- | --- | --------------- |
| River Plate                                                        | \| 29. Oktober 1986 in Buenos Aires, Argentinien (Estadio Monumental) \| \| Ergebnis: 1:0 (0:0) \| \| Zuschauer: 74.300 \| \| Schiedsrichter: José Roberto Wright ( Brasilien) \|                                                       | \| 29. Oktober 1986 in Buenos Aires, Argentinien (Estadio Monumental) \| \| Ergebnis: 1:0 (0:0) \| \| Zuschauer: 74.300 \| \| Schiedsrichter: José Roberto Wright ( Brasilien) \|                                                                             | América de Cali |
| River Plate                                                        | Nery Pumpido – Jorge Gordillo, Nelson Gutiérrez, Oscar Ruggeri, Alejandro Montenegro, Américo Gallego, Norberto Alonso, Raúl Alfaro (Gómez), Héctor Enrique, Antonio Alzamendi (Daniel Sperandío), Juan Funes Cheftrainer: Héctor Veira | Julio Falcioni – Hugo Valencia (Antony de Ávila), Enrique Esterilla, Víctor Luna, Jorge Porras, Carlos Ischia, Sabino González Aquino (Alexander Escobar), Roberto Cabañas, Willington Ortiz, Ricardo Gareca, Juan Battaglia Cheftrainer: Gabriel Ochoa Uribe | América de Cali |
| River Plate                                                        | 1:0 Juan Funes (69.) | | América de Cali |
| 29. Oktober 1986 in Buenos Aires, Argentinien (Estadio Monumental) | | |                 |
| Ergebnis: 1:0 (0:0)                                                | | |                 |
| Zuschauer: 74.300                                                  | | |                 |
| Schiedsrichter: José Roberto Wright ( Brasilien)                   | | |                 |